# کوماشتسه (استان اشوی‌داشکسیه)
کوماشتسه (به لهستانی: Komaszyce) یک منطقهٔ مسکونی در لهستان است که در گمینا گووارچوو واقع شده‌است. کوماشتسه ۱۸۰ نفر جمعیت دارد.